# Jean-François Vaes
Jean-François Vaes (Etterbeek, 12 juli 1940) is een voormalig Belgisch senator.

## Levensloop
Jean-François Vaes behaalde in het hoger onderwijs in 1962 het diploma van doctor in de rechten. Daarna werd hij in 1963 licentiaat in de economie en in 1966 voltooide hij een master in de stedenbouw en planificatie in de Verenigde Staten. Van 1967 tot 1974 was hij wetenschappelijk onderzoeker rond niet-bebouwde stedenruimten aan de UCL. Na zes maanden werkloosheid ging hij tot in 1985 aan de slag als raadgever op het kabinet van Serge Moureaux, schepen van Stedenbouw van de Brusselse Agglomeratie.
In de jaren 1970 ging Vaes militeren in de milieubeweging en vanaf 1976 engageerde hij zich voor de actiegroep GRACQ, die het gebruik van de fiets als verplaatsingsmiddel in de openbare ruimte verdedigde en promootte. Vanaf 1980 was Vaes actief in de politieke partij Ecolo. Hij zette mee de lokale afdeling in Elsene op touw en werd in oktober 1982 voor Ecolo verkozen tot gemeenteraadslid van de gemeente, hetgeen hij bleef tot aan zijn verkiezing als senator in 1985.
Van december 1985 tot mei 1995 zetelde hij als rechtstreeks gekozen senator voor het arrondissement Brussel in de Senaat en zodoende ook in de Raad van de Franse Gemeenschap. Hij was van 1991 tot 1995 secretaris in de Senaat en in de Raad van de Franse Gemeenschap was hij van 1992 tot 1993 voorzitter en van 1993 tot 1995 ondervoorzitter van de commissie Cultuur, Jeugd, Sport en Toerisme. Als parlementslid legde Vaes zich toe op het beleid rond immigratie, fiscaliteit, justitie, wetenschapsbeleid, onderwijs, cultuur en media. Na zijn parlementaire loopbaan werkte hij van 1995 tot 2001 als ambtenaar voor het Brussels Hoofdstedelijk Gewest.
In oktober 2000 keerde Vaes terug naar de lokale politiek van Elsene als Ecolo-lijsttrekker bij de gemeenteraadsverkiezingen. Hij werd verkozen en loodste Ecolo in het gemeentebestuur, waarin hij van januari 2001 tot november 2004 zetelde als schepen van Stedenbouw, Mobiliteit, Leefmilieu en Patrimonium. Nadien verliet hij om gezondheidsredenen de politiek.